# Carl Steinhäuser

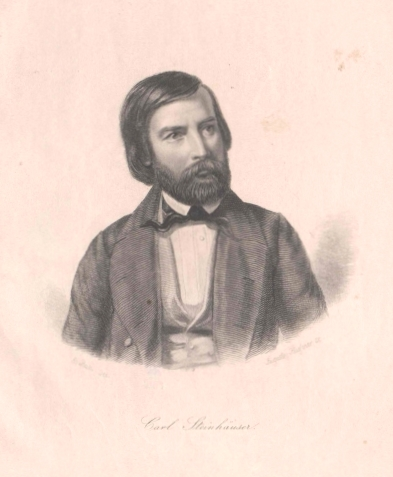
Carl Steinhäuser

Carl Johann Steinhäuser (* 3. Juli 1813 in Bremen; † 9. Dezember 1879 in Karlsruhe) war ein deutscher Bildhauer des Klassizismus aus Bremen.

## Leben
Steinhäuser war der älteste Sohn eines aus Süddeutschland stammenden Holzschnitzers und Bildhauers, der in Bremen ein Spiegelrahmengeschäft führte. Der Bildhauer Adolph Steinhäuser und der Maler Wilhelm Steinhäuser waren seine Brüder.
Steinhäuser ging zunächst bei dem Bremer Maler und Zeichner Stephan Messerer in die Lehre. Danach wechselte er nach Berlin an die Akademie der Künste. Dort – besonders unter der Leitung Christian Daniel Rauchs – widmete er sich fortan der Bildhauerei. 1835 reiste er zusammen mit seinem Bruder Wilhelm für einen längeren Aufenthalt nach Rom. In Rom heiratete er 1840 die Malerin Pauline Francke, mit der er zwei Kinder hatte. 1863 ging er von dort als Professor an die Kunstschule zu Karlsruhe.

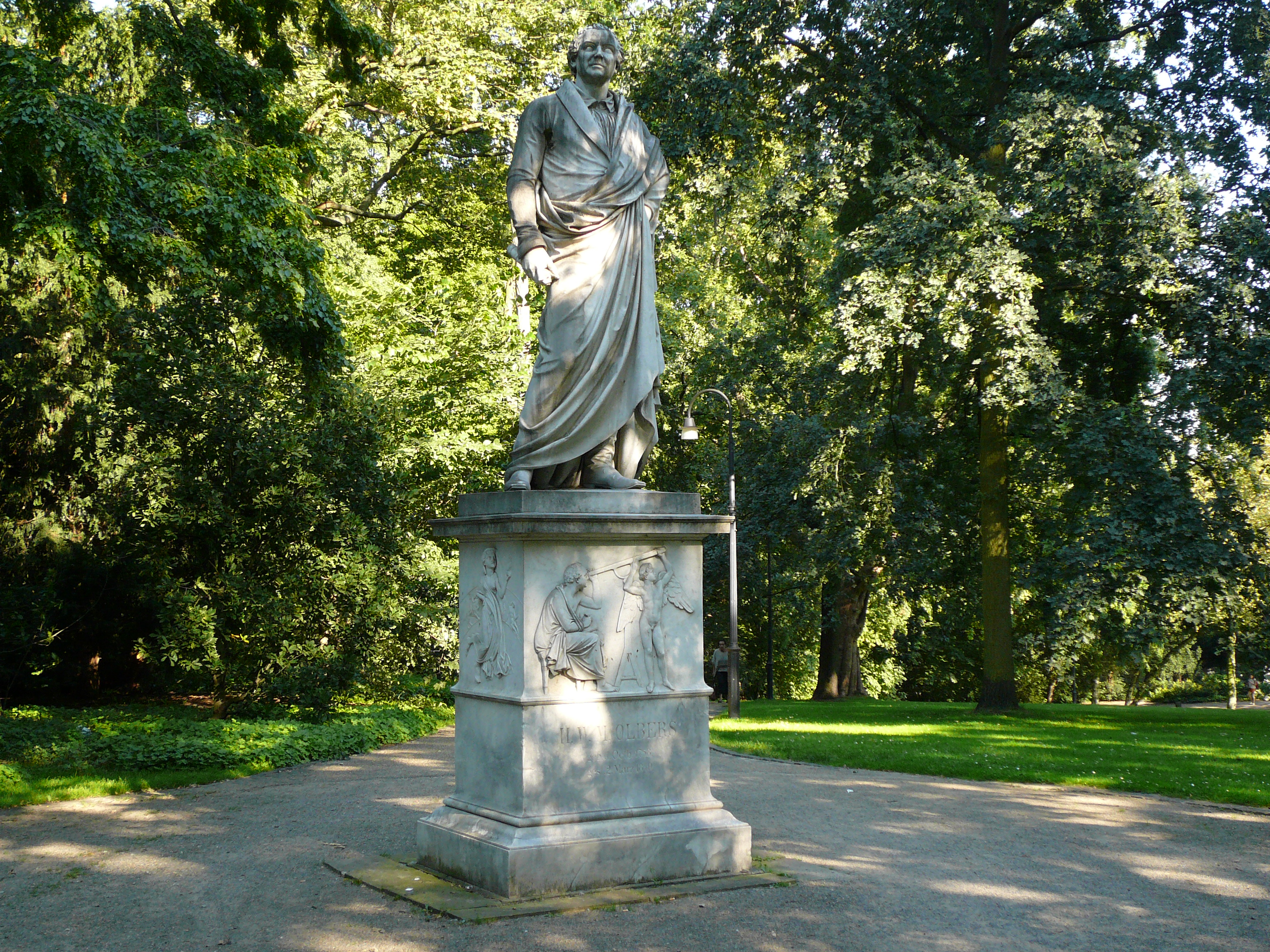
Denkmal für Heinrich Wilhelm Olbers in den Bremer Wallanlagen

Steinhäuser ist der Schöpfer mehrerer bedeutender klassizistischer Marmorskulpturen, die laut Meyers Konversations-Lexikon (4. Ausgabe von 1888 bis 1890) „zu den vorzüglichsten Schöpfungen der deutschen Plastik im 19. Jahrhundert [zählen]“. So schuf er in Bremen die Denkmäler für Heinrich Wilhelm Olbers und Johann Smidt sowie die Steinhäuser-Vase, außerdem die monumentale Sitzstatue Goethe und Psyche in Weimar (seit 1865 im heutigen Museum Neues Weimar), die Gefesselte Psyche in Bremen und die Gruppe von Hermann und Dorothea in Karlsruhe.
Ab 1865 war Steinhäuser bei der Gründung und Führung sowie der künstlerischen Beratung für einen Marmorbruch, den Abtransport und die Verarbeitung von Marmor in Laas im Vinschgau in Südtirol tätig. Sein Sohn Johannes Steinhäuser, geboren am 3. Juli 1803 in Rom, wurde 1865 mit der Förderung des weißen Vinschgauer Marmors betraut (siehe Laaser Marmor).

## Werke (Auswahl)
- Steinhäuser-Vase, Wallanlagen, 1855
- Olbers-Denkmal in Bremen, Wallanlagen, 1850
- Goethe und Psyche,  Neues Museum Weimar, 1851
- https://artsandculture.google.com/asset/psyche-carl-steinh%C3%A4user/jgHyUiyfgjjhVw?hl=de